# Florentius Schuyl

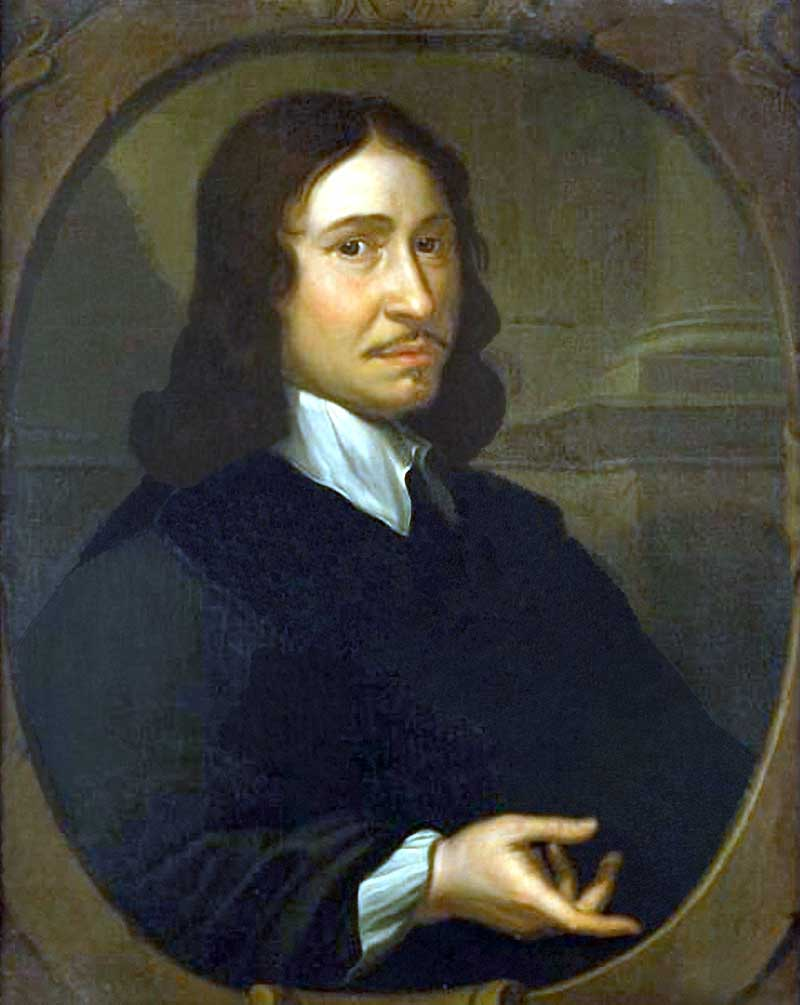
Florentius Schuyl

Florentius Schuyl auch: Florentz Schuijl, Schulius; (* 31. Januar 1619 in Schiedam; † 5. September 1669 in Leiden) war ein niederländischer Mediziner und Botaniker.

## Leben
Florentius Schuyl war der Sohn des Pfarrers Everardus Schuyl. Er verlor 1636 zwei Brüder und seine Mutter bei der grassierenden Pest. Um seinen Sohn vor dieser Bedrohung zu schützen, übergab ihn der Vater der Stadtverwaltung als Alumnus, damit er später im Staats- oder Kirchendienst eine Aufgabe versehen konnte. Seine Studien begann er an der Universität Utrecht, wo er am 9. Juli 1639 mit der Abhandlung de divisionibus Entis, et specialius de Substantia den akademischen Grad eines Magisters der Philosophie erwarb. Am 21. Oktober 1639 immatrikulierte er sich an der Universität Leiden, wo er anfänglich seine philosophischen Studien fortsetzte. 1640 nahm er eine Stelle als Professor der Philosophie am Gymnasium Illustre in ’s-Hertogenbosch an.
Hier versuchte er an verschiedene andere Lehrfächer in Groningen und Breda zu gelangen, jedoch ohne Erfolg. In Leiden promovierte er am 18. April 1664 mit der Arbeit über die Milz, de natura et usu lienis, zum Doktor der Medizin. Am 18. Oktober 1664 wurde er Professor der Medizin an der Leidener Hochschule, war 1666/67 Rektor der Alma Mater und übernahm als Professor der Botanik 1667 die Leitung des Hortus Botanicus in Leiden. Er machte sich besonders als Übersetzer des physiologischen Werkes De homine figuris et latinitate donatus von René Descartes einen Namen und auch sein Katalog der Pflanzen des Hortus Botanicus hatte einige Bedeutung erlangt. Schuyl starb 1669 an der grassierenden Pest.

## Werke
- Catalogus Plantarum horti Academici. Lugdum Bat. Leiden 1668 (Online), Heidelberg 1672; deutsch: Darmstadt 1679, Plön 1697
- Raedt voor de Scheer-siecke Hair-cloovers. Utrecht 1644
- Renatus Descartes de homine, figuris et latinitate donatus a Florentio Schuylio, inclytae urbis Sylvae-Ducis Senatore et ibidem philosophiae professore. Leiden 1662
- De Physiologia medicea Pars I. Leiden 1665
- De veteri Medicina. Leiden 1670 (Online), Amsterdam 1673